# Vikholmen
Vikholmen är en sjö i Tingsryds kommun i Småland och ingår i Ronnebyåns huvudavrinningsområde. Sjön har en area på 1,39 kvadratkilometer och ligger 129 meter över havet. Sjön avvattnas av vattendraget Stångsmålaån. Vid provfiske har bland annat abborre, björkna, braxen och gers fångats i sjön.

## Delavrinningsområde
Vikholmen ingår i det delavrinningsområde (627510-146105) som SMHI kallar för Utloppet av Vikholmen. Medelhöjden är 137 meter över havet och ytan är 15 kvadratkilometer. Räknas de 2 avrinningsområdena uppströms in blir den ackumulerade arean 88,57 kvadratkilometer. Stångsmålaån som avvattnar avrinningsområdet har biflödesordning 2, vilket innebär att vattnet flödar genom totalt 2 vattendrag innan det når havet efter 58 kilometer. Avrinningsområdet består mestadels av skog (59 %), öppen mark (11 %) och jordbruk (13 %). Avrinningsområdet har 1,37 kvadratkilometer vattenytor vilket ger det en sjöprocent på 9,1 %.

## Fisk
Vid provfiske har följande fisk fångats i sjön:
- Abborre
- Björkna
- Braxen
- Gärs
- Gädda
- Mört
- Sarv
- Sutare